# Évert Lengua
Évert Lengua Vergara (Pisco, 20 de enero de 1983) es un exfutbolista peruano. Jugaba de defensa central. 

## Clubes
| Club                      | País | Año       |
| ------------------------- | ---- | --------- |
| Estudiantes de Medicina   | Perú | 2002-2005 |
| Universidad César Vallejo | Perú | 2007      |
| La Peña Sporting          | Perú | 2008      |
| Cobresol                  | Perú | 2009-2012 |

## Palmarés
| Título                    | Club                      | País | Año  |
| ------------------------- | ------------------------- | ---- | ---- |
| Segunda División del Perú | Universidad César Vallejo | Perú | 2007 |
| Segunda División del Perú | Cobresol                  | Perú | 2010 |